# Càrn Bhac
Der Càrn Bhac ist ein als Munro und Marilyn eingestufter, 946 Meter hoher Berg in Schottland. Sein gälischer Name kann in etwa mit Berg des Torfwalls übersetzt werden.
Er liegt in der Council Area Aberdeenshire in den Grampian Mountains etwa 45 Kilometer nordwestlich von Blairgowrie and Rattray und 10 Kilometer südwestlich von Braemar in einer weitgehend unbewohnten Berglandschaft. Der Càrn Bhac gehört zu einer Gruppe von Munros westlich des von der A93 genutzten Cairnwell Pass in diesem auch als Mounth bezeichneten Teil der Grampian Mountains und liegt am oberen Ende des Connie Glen, einem Seitental zum Oberlauf des River Dee. Wie die meisten Berge in diesem Teil der Grampians wird er von weiten Moos- und Heideflächen dominiert, seine Hänge weisen überwiegend moderate Steigungen und im Gipfelbereich weitflächige Steinfelder auf.

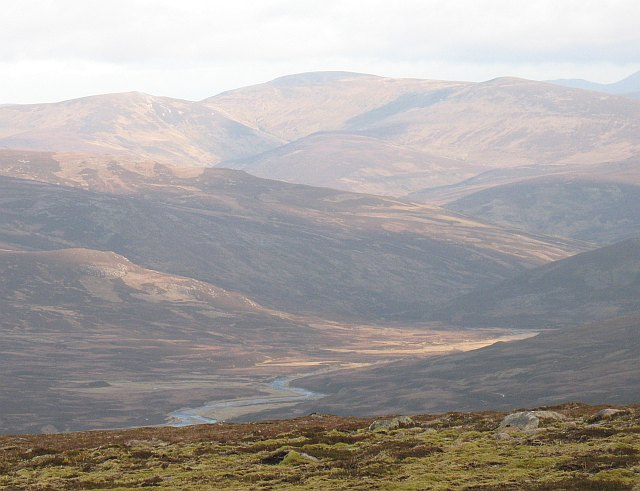
Blick vom Bràigh Sròn Ghorm nach Osten über das Tal des Tarf Water zum Càrn Bhac

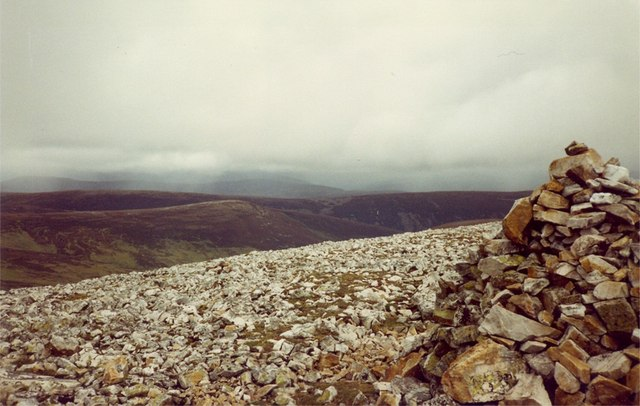
Der Gipfelcairn des Càrn Bhac

Der Càrn Bhac ist der höchste Punkt eines etwa drei Kilometer langen, von Nordost nach Südwest verlaufenden und auf etwa 880 bis 900 Meter Höhe liegenden breiten Grats und liegt an dessen nordöstlichem Ende. Außer dem Hauptgipfel weist der Grat zwei weitere, über 900 Meter Höhe liegende Gipfel auf, die ebenfalls ein breites Plateau aufweisen und wie der Hauptgipfel durch einen Cairn markiert sind. In der Mitte des Grates liegt ein 920 Meter hoher, namenloser Gipfel, über den zugleich die Grenze der beiden Council Areas Aberdeenshire und Perth and Kinross den Bergrücken quert. Südwestlich liegt der 907 Meter hohe Càrn a’ Bhuta. Vom Hauptgipfel und dem Mittelgipfel verläuft jeweils ein breiter Grat nach Südosten. Über den südlicheren der beiden Grate besteht ein Übergang zum südöstlich benachbarten Beinn Iutharn Mhòr, während der nördliche Grat sich allmählich nach Osten wendet und in das Glen Ey führt. Der Hauptgipfel besitzt zudem zwei kurze breite Grate nach Norden bzw. Nordosten, die in das Connie Glen abfallen. Nach Nordwesten fällt der Berg steil in das Coire Bhearnaist ab.
Ausgangspunkt für eine Besteigung des Càrn Bhac ist die kleine Ortschaft Inverey am Ufer des Dee westlich von Braemar. Munro-Bagger kombinieren die Tour oft mit einer Besteigung des benachbarten Beinn Iutharn Mhòr. Der Zustieg führt von Inverey gut zehn Kilometer nach Süden durch das Glen Ey bis zur verfallenen Altanour Lodge. Von dort führt der Anstieg über den nördlichen der beiden Südostgrate weglos durch weite Heide- und Moorflächen zum Hauptgipfel. Alternativ kann der Berg von Inverey auch über das westlich des Glen Ey liegende Connie Glen erreicht werden. Der Aufstieg führt vom Talende über den Nordostgrat zum Hauptgipfel.